# Perisama barnesi
Perisama barnesi är en fjärilsart som beskrevs av William Schaus 1913. Perisama barnesi ingår i släktet Perisama och familjen praktfjärilar. Inga underarter finns listade i Catalogue of Life.